# Kdoulovec japonský

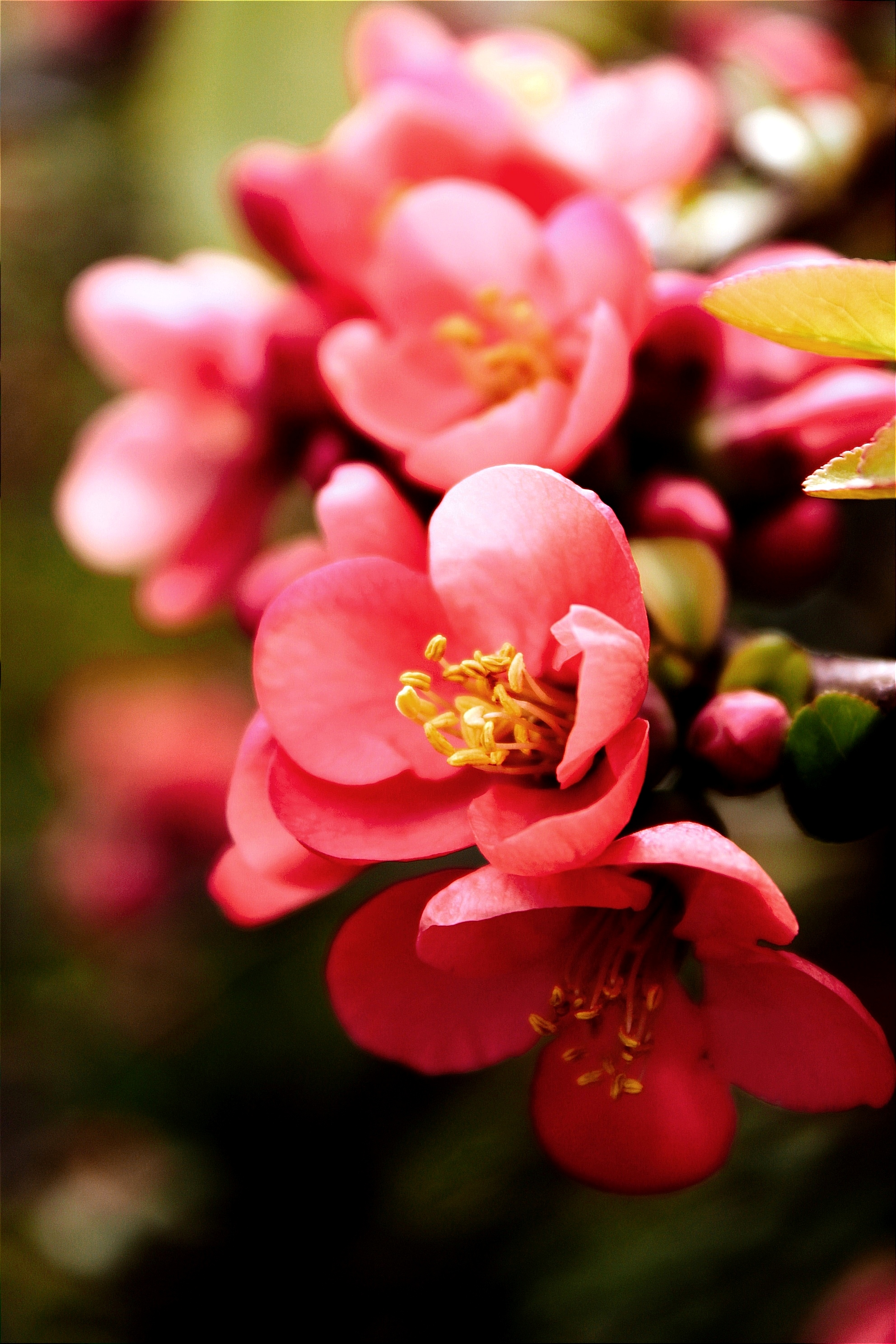
Chaenomeles japonica

Kdoulovec japonský (Chaenomeles japonica), někdy také japonská kdoule je trnitý listnatý keř. Pochází z Koreje a Japonska. Dorůstá do výšky přibližně 1 m. Kdoule tohoto keře se japonsky nazývá Kusa-boke (草 木瓜).

## Popis
Je nižší než Chaenomeles speciosa, dorůstá výšky přibližně 1 m; je rozložitý. Má vejčité, na podzim opadavé listy s tupým zakončením, okraje jsou pilovité. Květy jsou zbarveny dočervena, ve svazcích. Kvetení probíhá až po opadání listů. Malvice, která se nazývá kdoule, je podobného vzhledu jako jablko, žlutozelené barvy a je silně aromatická. Často bývá pěstován pro okrasu na sídlištích.

## Galerie

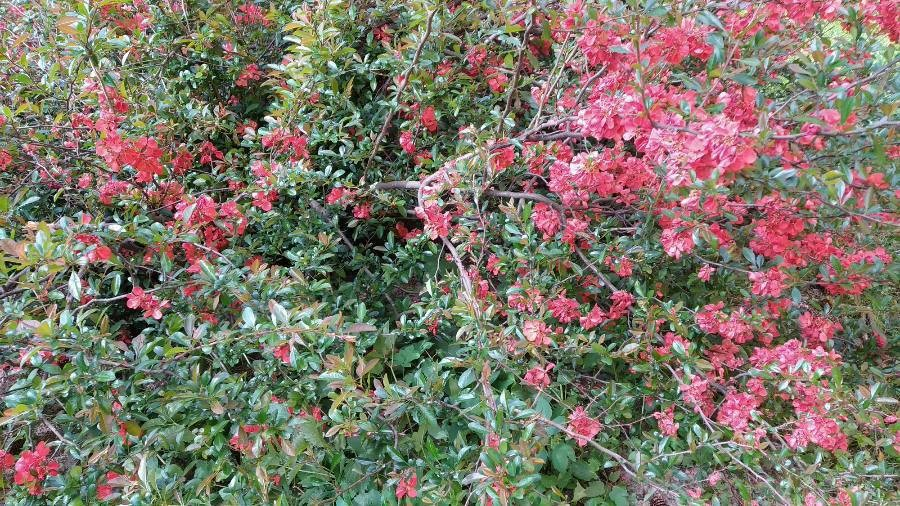
Celkový vzhled, habitus
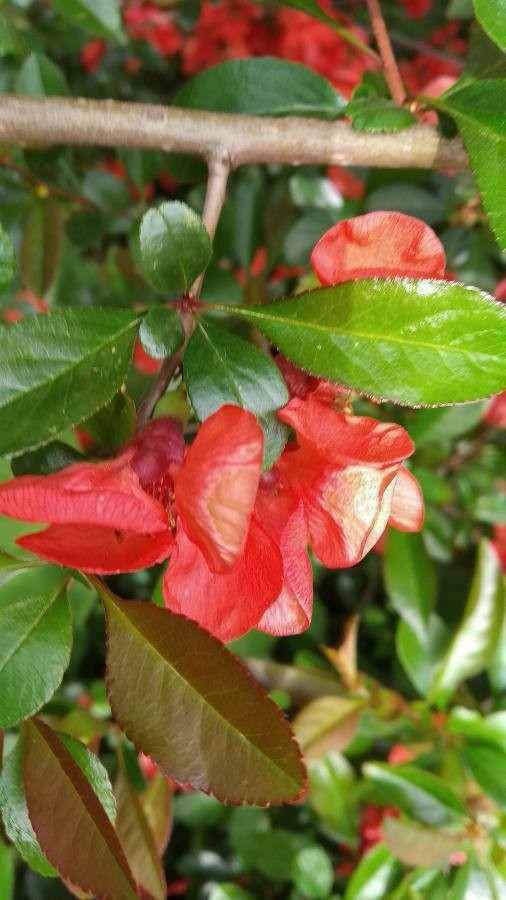
Detail květu, listu
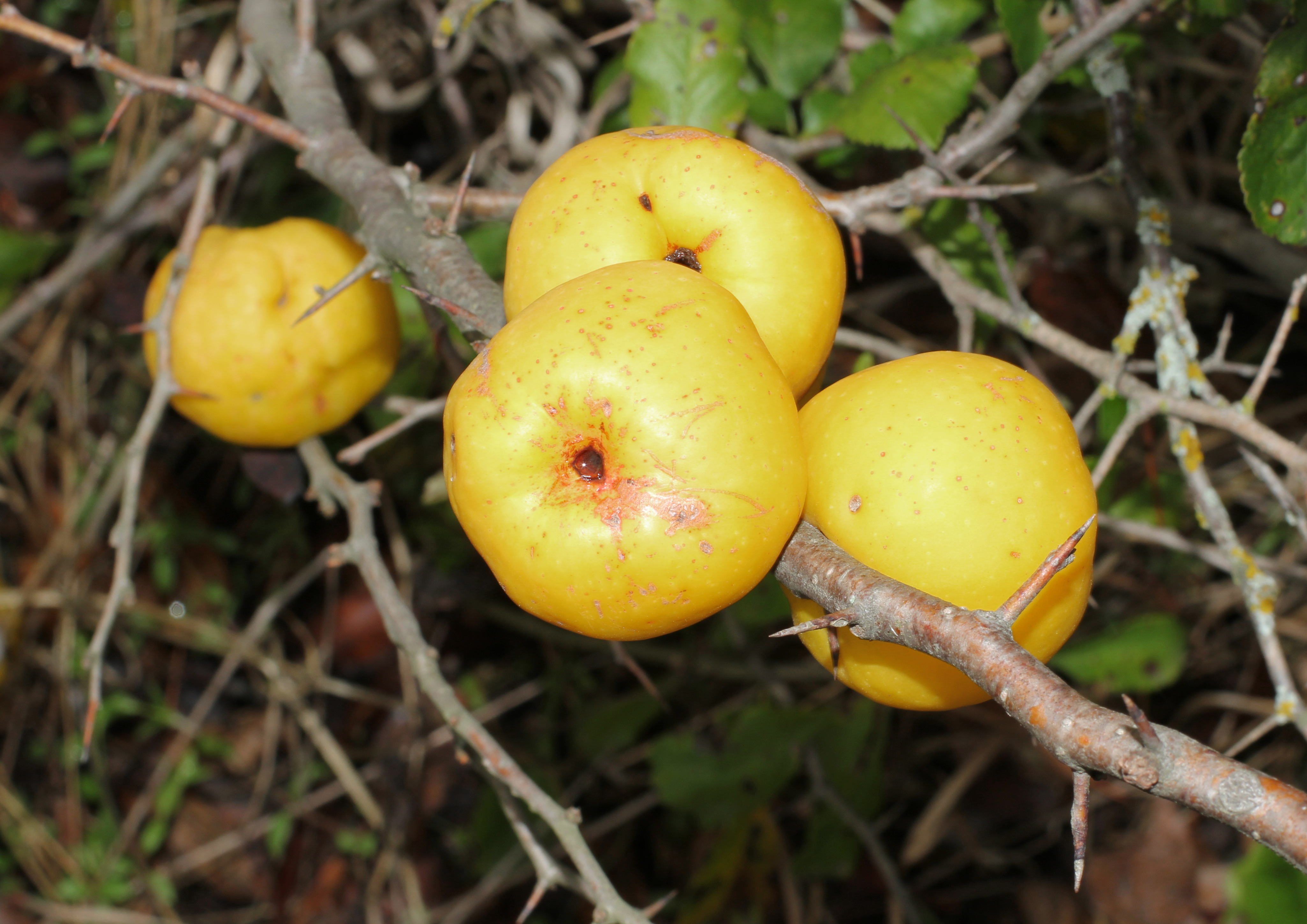
Detail malvice (kdoule)